# Gottfried von Lücken

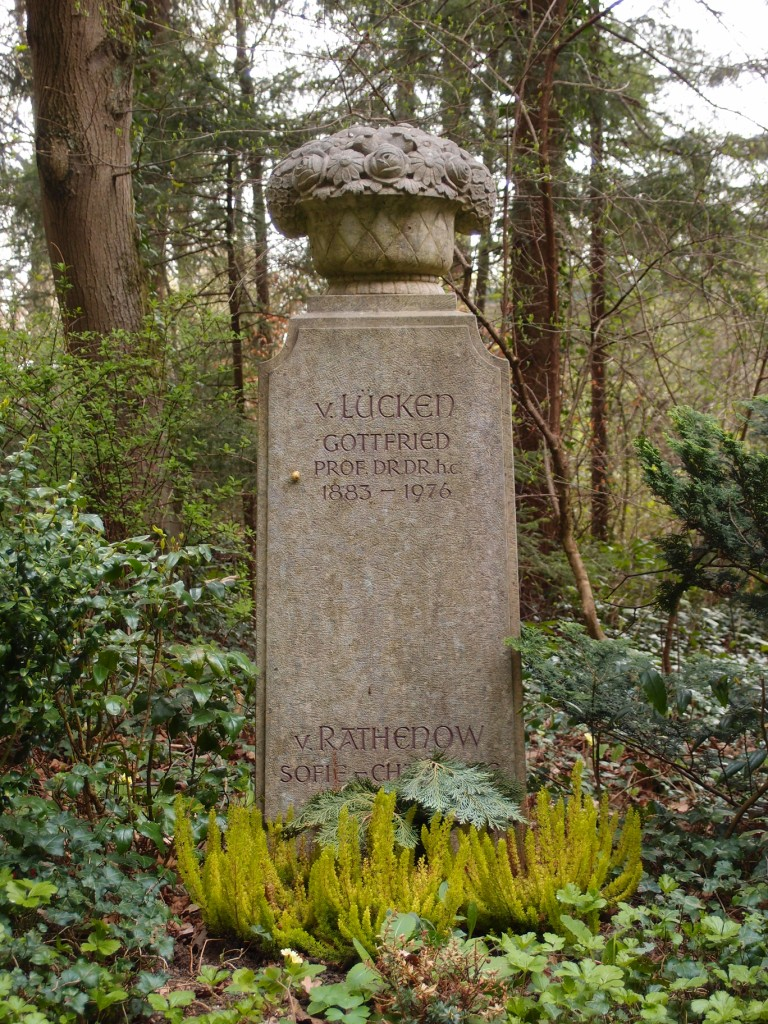
Grab des Archäologen Gottfried von Lücken auf dem Waldfriedhof in München

Gottfried Heinrich von Lücken (* 27. Juli 1883 in Wredenhagen; † 11. Oktober 1976 in München) war ein deutscher Klassischer Archäologe.

## Leben
Gottfried von Lücken entstammt einer im südlichen Mecklenburg ansässigen Gutsbesitzerfamilie, sein Vater war Domänenpächter in Wredenhagen bei Röbel. Sein Abitur legte er an einem Reformrealgymnasium in Berlin-Schöneberg ab und begann der Familientradition folgend 1904 ein Studium der Nationalökonomie. Zunächst studierte er an der Universität Freiburg, später an der Universität München und der Berliner Universität. 1906 wechselte er jedoch seinen eigenen Neigungen folgend die Fachrichtung und begann an der Universität Halle ein Studium der Archäologie und Kunstgeschichte, das er später in Berlin und an der Universität Straßburg fortsetzte. Zu seinen akademischen Lehrern gehörten unter anderem Carl Robert, Adolph Goldschmidt, Heinrich Wölfflin, Ulrich von Wilamowitz-Moellendorff, Eduard Meyer, Reinhard Kekulé von Stradonitz, Franz Winter und Georg Dehio. Bei Dehio wurde von Lücken 1911 mit der Dissertation „Die Anfänge der burgundischen Schule. Ein Beitrag zum Aufleben der Antike in der Baukunst des 12. Jahrhunderts“ promoviert. 1912 erhielt er den Preis der Straßburger Lamey-Stiftung für eine vergleichende Studie spätarchaischer Vasenmalerei und Plastik. Das gab den Ausschlag, sich vollends der Archäologie zu verschreiben, ohne im weiteren Leben sein kunsthistorisches Interesse zu verlieren. Zugleich kristallisierte sich hier von Lückens Interesse für Stilgeschichte heraus.
In der folgenden Zeit führten ausgedehnte Studienreisen von Lücken nach Italien, Griechenland, Frankreich, England sowie nach Istanbul. Beim Ausbruch des Ersten Weltkrieges meldete er sich freiwillig und wurde im letzten Kriegsjahr verletzt. Die Verletzung führte zu einer dauerhaften Körperbehinderung. 1919 setzte von Lücken seine archäologischen Studien in Berlin fort und widmete sich zunächst vor allem der frührotfigurigen attischen Vasenmalerei. Für diese Arbeiten bekam er 1921 das Stipendium der Eduard-Gerhard-Stiftung. Zudem entwickelte er ein neues Verfahren zur weitgehend verzerrungsfreien Wiedergabe griechischer Vasenbilder, für das er sowohl deutsche als auch internationale Patente erhielt. Im Mai 1921 erfolgte die Habilitation an der Universität Hamburg. Nach der Habilitation wirkte er kurzzeitig als Privatdozent an der Hamburger Universität und war zugleich am Museum für Kunst und Gewerbe beschäftigt. Doch schon im Oktober 1921 wurde von Lücken nach dem frühen Tod Rudolf Pagenstechers als dessen Nachfolger an die Universität Rostock berufen.
An der Rostocker Universität sollte von Lücken, zunächst als außerordentlicher Professor, seit April 1930 als ordentlicher Professor, seit 1932 als auch als Direktor des Archäologischen Instituts und des akademischen Münzkabinetts, seine gesamte weitere wissenschaftliche Laufbahn verbringen. Als Vertreter Mecklenburgs wurde er 1930 Mitglied der Zentraldirektion des Deutschen Archäologischen Instituts. Dem Gremium gehörte er fast 30 Jahre lang an. Zunächst lehrte er in Rostock nur Klassische Archäologie, kurz darauf auch Vorgeschichte und später auch Kunstgeschichte. Als einer der ersten deutschen Archäologen besuchte er 1924 die Sowjetunion. Von Lücken war für mehrere Generationen Rostocker Archäologen und Kunsthistoriker Lehrer und Förderer. Während der Zeit des Nationalsozialismus verhielt er sich nicht wie viele seiner Fachkollegen opportunistisch und schützte auch gefährdete Schüler und Kollegen. 1941–1942 diente er im Krieg als Dolmetscher im Kriegsgefangenenlager für belgische Offiziere in Prenzlau, im März 1943 wurde er als Hauptmann aus der Wehrmacht entlassen.
1945 wurde er als Professor mit Lehrstuhl in Rostock bestätigt, daneben hielt er Vorlesungen zu Kunstgeschichte und Archäologie an der Volkshochschule Rostock. 1954 wurde er emeritiert, lehrte aber auch weiterhin und war von 1954 bis 1965 kommissarischer Direktor des Archäologischen Instituts, 1965 bis 1968 kommissarischer Leiter der Abteilung Archäologie im Institut für Altertumskunde der Universität Rostock. 1963 verlieh ihm die Universität Rostock die Ehrendoktorwürde, 1971 feierte er sein 50-jähriges Dienstjubiläum in Rostock. 1972 siedelte er, von einer fortschreitenden Sehschwäche behindert, nach München über und verstarb dort 1976.
Eine von Lückens Grundlagen waren die Kenntnisse der europäischen und nordamerikanischen Sammlungen, die er in vielen Reisen besucht und besichtigt hatte. In viele Bereiche der Klassischen Archäologie brachte er Diskussionsbeiträge ein. Seine Deutungen des Pergamonaltars konnten sich zwar nicht durchsetzen, seine Studien zu den Parthenon-Skulpturen hatten jedoch nachhaltigen Einfluss. Zeitlebens beschäftigte er sich mit der griechischen Vasenmalerei und publizierte 1972 im Rahmen des Corpus Vasorum Antiquorum die Vasen des Schweriner Museums. Durch einen infolge des Zweiten Weltkrieges nach Rostock gelangten Sarkophag begann sich von Lücken mit römischen Sarkophagen zu beschäftigen. Von Rostock aus beeinflusste er mehrere Generationen von Nachwuchsarchäologen der DDR. Zu seinem 80. Geburtstag wurde ihm die Ehrendoktorwürde verliehen, zu seinem 85. Geburtstag wurde ihm eine Festschrift gewidmet.

## Schriften (Auswahl)
- Griechische Vasenbilder. Ein neues Verfahren der Wiedergabe, Berlin 1921
- Griechische Vasenbilder in Wien, Wien 1922
- Greek Vase Painting, Den Haag 1923
- Die Entwicklung der Parthenonskulpturen. Filser, Augsburg 1930
- Corpus Vasorum Antiquorum. DDR 1: Schwerin 1. Akademie Verlag, Berlin 1972.